# Alfred Winkler (Politiker)

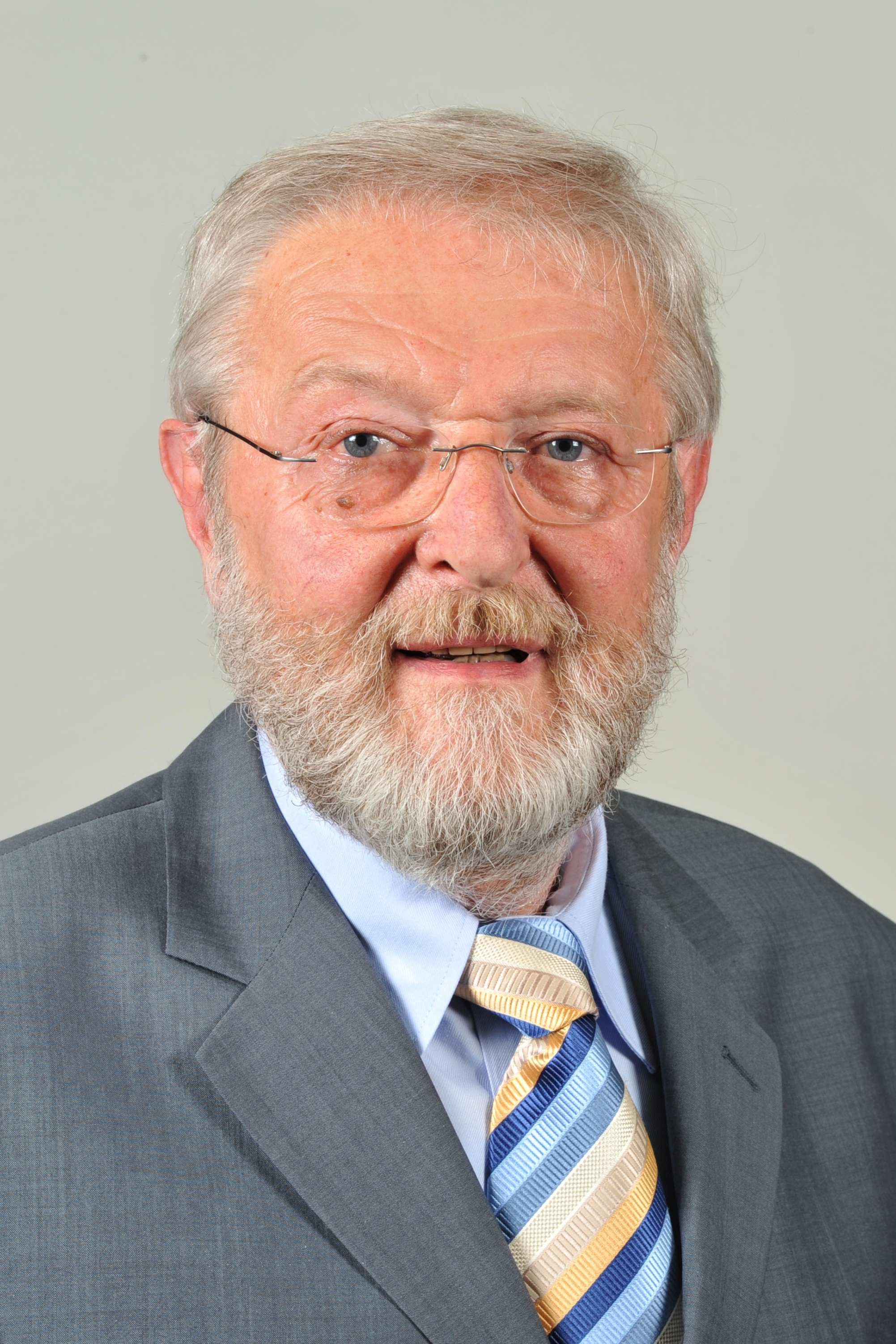
Alfred Winkler (2013)

Alfred Winkler (* 5. Juni 1946 in Lörrach) ist ein deutscher Politiker. Er war Abgeordneter der SPD im Landtag von Baden-Württemberg.

## Leben
Winkler besuchte von 1953 bis 1961 die Volksschule in Herten bei Rheinfelden, dann die Berufsfachschule für Metallberufe in Rheinfelden. Von 1962 bis 1964 absolvierte er eine Berufsausbildung zum Maschinenschlosser. Ab 1969 studierte er an der Technikerschule in der Kreisstadt Lörrach. Nach seinem Abschluss 1971 war er bis 1982 unter anderem berufstätig als Konstrukteur im Maschinenbau, Verkäufer im Maschinen- und Anlagenbau, anschließend bis 2002 als Leiter Technische Dokumentation. Er ist Technischer Angestellter der Firma „Maschinenfabrik Chr. Haeusler GmbH“ in Rheinfelden-Herten, die zur deutsch-schweizerischen Haeusler Holding gehört. Seit Annahme seines Landtagsmandats ist er beurlaubt.
Von 1986 (nach anderen Angaben 1990) bis August 2002 war er Stellvertretender Betriebsratsvorsitzender. Er ist Mitglied der IG Metall und der AWO. Winkler war in den Jahren 1978 bis 1983 Vorsitzender des Sportvereins SV Herten, von 1978 bis 1988 Mitglied der FRI Rheinfelden. Außerdem war er ehrenamtlicher Richter am Amtsgericht Lörrach.
Winkler ist verwitwet und hat vier Kinder. Er wohnt in Herten bei Rheinfelden.

## Politik
Winkler ist seit 1979 SPD-Mitglied. Von 1985 bis 1993 war er Vorsitzender des Rheinfeldener SPD-Ortsvereins, von 1994 bis 1999 Vorsitzender der SPD-Fraktion im Gemeinderat, von 1984 bis 1992 Vorstandsmitglied des SPD-Kreisverbandes Lörrach. Von 1980 bis Februar 2012 war er Ortschaftsrat, von November 1999 bis Februar 2012 ehrenamtlicher Ortsvorsteher des Ortsteiles Herten, seit September 1989 ist er Mitglied im Gemeinderat von Rheinfelden. Von 1994 bis 2004 war er Mitglied des Kreistages Lörrach.
Vom 14. August 2002 bis zum 6. Januar 2014 war Winkler Mitglied des Landtages von Baden-Württemberg, zunächst als Nachrücker für den ausgeschiedenen Abgeordneten Dieter Puchta. Bei den Landtagswahlen 2006 und 2011 konnte er das Mandat verteidigen. Er vertrat stets ein Zweitmandat im Wahlkreis Waldshut. Winkler war im Landtag Mitglied im Ausschuss „Ländlicher Raum und Landwirtschaft“ sowie stellvertretendes Mitglied in den Ausschüssen „Wissenschaft, Forschung und Kunst“, „Wirtschaft“, „Umwelt und Verkehr“, „Finanzen“ und „Europa“. Zuletzt war er Mitglied im Ausschuss „Ländlicher Raum und Verbraucherschutz“ sowie stellvertretender Vorsitzender im Ausschuss „Umwelt, Klima und Energiewirtschaft“. In der SPD-Landtagsfraktion war er Vorsitzender des Arbeitskreises „Ländlicher Raum und  Verbraucherschutz“ sowie agrarpolitischer Sprecher für die Bereiche Weinbau und Gentechnik. Gemäß Geschäftsordnung der Fraktion gehörte er damit dem erweiterten Vorstand an. Im Januar 2014 legte er sein Mandat nieder. Für ihn rückte Hidir Gürakar nach.